# Radocsay László
Radocsay László (Istvánfölde, 1878. november 18. – Budapest, 1968. november 14.) magyar jogász, ügyvéd, politikus, főispán, igazságügyminiszter.

## Élete
Radocsay László 1878-ban született a Torontál vármegyei Istvánföldén. Középiskolai tanulmányait a nagybecskereki piarista gimnáziumban, jogi tanulmányait a budapesti tudományegyetemen végezte. Temesváron volt ügyvédjelölt, majd Budapesten ügyvédi vizsgát tett és ügyvédi irodát nyitott Temesváron, amit két évig vezetett. 1912-től 1914-ig Temes vármegye tiszteletbeli alügyészeként is dolgozott, majd 1914-ben Temesvár főjegyzője lett. Az első világháború kezdetén tartalékos tüzérhadnagyként bevonult, és másfél évig teljesített harctéri szolgálatot. 
1918-tól 1924-ig a Közélelmezési Minisztériumban dolgozott beosztott főjegyzőként, 1922 és 1924 között a makói kerület lakásügyi biztosa is volt. 1924-ben a Kecskeméten működő Duna-Tisza-közi Mezőgazdasági Hitelszövetkezet ügyvezető igazgatója lett, egyúttal tagja lett a Mezőgazdasági Kamara választmányának is. 1934 júniusától Komárom és Esztergom közigazgatásilag egyelőre egyesített vármegye főispánja volt, 1935 szeptemberétől 1936 novemberéig pedig Győr, Moson és Pozsony k.e.e. vármegye, valamint Győr szabad királyi város főispáni tisztségét is ellátta. 
Az első bécsi döntést követően, 1938 decemberében Horthy Miklós kormányzó az ismét önálló Esztergom vármegye főispánjának nevezte ki. 1939-ben a Darányi Kálmán halála miatt kiírt időközi választáson a tapolcai-balatonfüredi választókerület képviselőjévé választották a Magyar Élet Pártja színeiben. 1939 novemberében a képviselőház elnökévé választott Tasnádi Nagy András utódaként a Teleki-kormány igazságügyminisztere lett, a tárca vezetését a Bárdossy-, majd a Kállay-kormány alatt is megtartotta. 1944 áprilisától decemberéig az Országos Központi Hitelszövetkezet igazgatóságának elnöke volt. 1968-ban hunyt el Budapesten, négy nappal 90. születésnapja előtt. Sírja a Farkasréti temetőben található.